# Gustavit
Gustavit ist ein eher selten vorkommendes Mineral aus der Mineralklasse der „Sulfide und Sulfosalze“ mit der chemischen Zusammensetzung PbAgBi3S6 und damit chemisch gesehen ein Blei-Silber-Bismut-Sulfid. Strukturell zählt Gustavit zu den Sulfosalzen.
Gustavit kristallisiert im monoklinen Kristallsystem und findet sich häufig in Form von nadeligen oder langsäuligen Kristallen von wenigen Millimetern Länge. Weiterhin tritt das Mineral derb und mit anderen Erzmineralen wie Pyrit oder Arsenopyrit vergesellschaftet als Einschluss von bis zu wenigen Zentimetern Größe auf. Von seiner Typlokalität, der Kryolith-Lagerstätte Ivigtut in Grönland und aus Colorado werden tafelige, grauweiße und verzwillingte Kristalle von bis zu zwei Millimetern Größe beschrieben. Gustavit ist in jeder Form undurchsichtig (opak) und zeigt auf der Oberfläche der weißen bis grauweißen Kristalle oder Körner einen metallischen Glanz.

## Etymologie und Geschichte
Gustavit wurde durch S. Karup-Møller 1970 erstmals beschrieben und zu Ehren von Gustav Adolf Hageman benannt. Hageman war Chemieingenieur des Bergbauunternehmens zum Kryolith-Abbau in Ivigtut in der Kommuneqarfik Sermersooq in Grönland. Die dortige Kryolith-Lagerstätte am Arsuk-Fjord stellt gleichzeitig die Typlokalität des Minerals dar.
Das Typmaterial von Gustavit wird an der Universität Kopenhagen in Dänemark unter der Katalog-Nr. 1973.188 sowie der Sammlung des National Museum of Natural History in Washington, D.C. in den Vereinigten Staaten unter der Katalog-Nr. 136172 aufbewahrt.

## Klassifikation
In der veralteten 8. Auflage der Mineralsystematik nach Strunz ist Gustavit noch nicht verzeichnet. Im zuletzt 1978 von Paul Ramdohr und Hugo Strunz herausgegebenen Klockmanns Lehrbuch der Mineralogie wurde Gustavit allerdings der „Galenobismutit-Gruppe“ (ehemals Galenobismutit-Cosalit-Gruppe, II/D.08) zugeordnet.
Im zuletzt 2018 überarbeiteten und aktualisierten Lapis-Mineralienverzeichnis nach Stefan Weiß, das sich im Aufbau noch nach dieser alten Form der Systematik von Karl Hugo Strunz richtet, erhielt das Mineral die System- und Mineral-Nr. II/E.31-090. In der „Lapis-Systematik“ entspricht dies der Klasse der „Sulfide und Sulfosalze“ und dort der Abteilung „Sulfosalze (S : As,Sb,Bi = x)“, wo Gustavit zusammen mit Eskimoit, Jasrouxit, Lillianit, Oscarkempffit, Ourayit, Schirmerit, Terrywallaceit, Treasurit, Vikingit und Xilingolith die „Lillianitreihe“ mit der Systemnummer II/E.31 bildet.
Die von der International Mineralogical Association (IMA) zuletzt 2009 aktualisierte 9. Auflage der Strunz’schen Mineralsystematik ordnet den Gustavit in die Abteilung der „Sulfosalze mit PbS als Vorbild. (As,Sb,Bi)S6-Oktaeder“ ein. Diese ist weiter unterteilt nach dem entsprechenden Vorbild und dessen Abwandlung (Derivat), so dass das Mineral entsprechend seiner Zusammensetzung in der Unterabteilung „Galenit-Derivate mit Blei (Pb)“ zu finden ist, wo es zusammen mit Fizélyit, Lillianit, Quatrandorit, Ramdohrit, Roshchinit, Senandorit, Treasurit, Uchucchacuait, Vikingit und Xilingolith die „Lillianitgruppe“ mit der Systemnummer 2.JB.40a bildet.
In der vorwiegend im englischen Sprachraum gebräuchlichen Systematik der Minerale nach Dana hat Gustavit die System- und Mineralnummer 03.04.15.03. Dies entspricht ebenfalls der Klasse der „Sulfide und Sulfosalze“ und dort der Abteilung „Sulfosalze“, wo das Mineral zusammen mit Andorit, Bursait, Gustavit, Lillianit, Ramdohrit, Roshchinit und Uchucchacuait die „Lillianitgruppe (Orthorhombisch, mit der Zusammensetzung AmBnS6 mit A=Pb, Ag, Mn und B=Sb, Bi)“ mit der Systemnummer 03.04.15 innerhalb der Unterabteilung „Sulfosalze mit dem Verhältnis 3 > z/y und der Zusammensetzung (A+)i(A2+)j[ByCz], A = Metalle, B = Halbmetalle, C = Nichtmetalle“ zu finden ist.

## Kristallstruktur
Gustavit kristallisiert in der monoklinen Raumgruppe P21/c (Raumgruppen-Nr. 14) mit den Gitterparametern a = 7,08Å, b = 19,57 Å, c = 8,27 Å und β = 107,2° sowie vier Formeleinheiten pro Elementarzelle.

## Bildung und Fundorte
Gustavit bildet sich durch hydrothermale Vorgänge vor allem in Pegmatit-Lagerstätten. Begleitminerale sind unter anderem Baryt, Chalkopyrit, Pyrrhotin, Tetraedrit, Pyrit und Eskimoit.
Als eher seltene Mineralbildung ist Gustavit nur wenig verbreitet. Als bekannt gelten bisher (Stand 2020) etwa 125 Fundorte. Neben seiner Typlokalität, der Kryolith-Lagerstätte am Arsuk-Fjord bei Ivigtut, Kommuneqarfik Sermersooq in Grönland fand sich das Mineral in Nordamerika noch in insgesamt fünf kanadischen Silber-, Kupfer-, Molybdän- bzw. Tantal-Lagerstätten, darunter in der Silver Bear Mine am Großen Bärensee in den Nordwest-Territorien. Für die westlichen USA sind insgesamt weitere 13 Fundpunkte aus Erzlagerstätten in Colorado, Kalifornien, Nevada, Idaho und Montana bekannt. In Südamerika konnte Gustavit an bisher sechs Orten nachgewiesen werden: jeweils zwei in Bolivien, Peru und Argentinien.
In Europa wurde Gustavit insgesamt von 66 Lokalitäten aus Bulgarien, Finnland, Frankreich, Griechenland, Italien, Polen, Rumänien, Schottland, Schweden, der Slowakei, Spanien, Tschechien und der Ukraine beschrieben.
In Deutschland fand sich das Mineral in der Eisenerz-Grube Brüderbund im Kohlenbachtal in Siegen-Eiserfeld im nordrhein-westfälischen Kreis Siegen-Wittgenstein, im Monzogranit-Steinbruch Jenichen in der Gemeinde Königshain im sächsischen Landkreis Görlitz sowie in fünf ehemaligen Bergwerken im Schwarzwald, darunter die Grube Clara in Oberwolfach (Ortenaukreis) und die Grube Gottesehre bei Urberg in der Gemeinde Dachsberg im Südschwarzwald (Landkreis Waldshut).
Die 17 für Österreich beschriebenen Fundorte von Gustavit erstrecken sich über die Bundesländer Kärnten, Salzburg, Steiermark und Tirol. Dazu gehören die Scheelit-Lagerstätte Mittersill und die Kupfergrube Hochfeld in Neukirchen am Großvenediger im Bezirk Zell am See sowie die Bergbauregion Rotgülden bei Muhr im Lungau/Bezirk Tamsweg im Land Salzburg.
Weitere 34 Fundorte sind aus Asien bekannt. Sie liegen in China, Japan, Russland, Südkorea, Tadschikistan und Usbekistan.

## Verwendung
Aufgrund seiner Seltenheit ist Gustavit weder als Silber- noch als Bismuterz von Bedeutung. Stufen des Minerals sind ausschließlich bei Sammlern begehrt.